# Martina Brunello
Martina Brunello (Carisolo, 15 aprile 1997) è una calciatrice italiana, attaccante del Trento Clarentia.
È sorella gemella di Greta, anch'essa calciatrice di ruolo difensore, che ha condiviso con lei la maglia del Südtirol.

## Palmarès

### Club
- Campionato italiano di Serie B: 1

Südtirol: 2014-2015